# Østerlarsker-Gudhjem Pastorat
Østerlarsker-Gudhjem Pastorat er et pastorat i Bornholms Provsti (Københavns Stift). Pastoratet ligger i Bornholms Regionskommune (Region Hovedstaden). I Østerlarsker-Gudhjem Pastorat ligger Østerlarsker Sogn og Gudhjem Sogn.